# Michel-Ange Duquesne de Menneville
Pour les articles homonymes, voir Duquesne.
Michel-Ange (ou Ange) Duquesne, Marquis de Menneville né à Toulon en 1702 et mort le 17 septembre 1778, est un officier de marine et administrateur colonial français du XVIIIe siècle. Il est gouverneur de la Nouvelle-France de juillet 1752 au 10 juillet 1755 où il mène une active politique d’établissements militaires dans l’Ohio. Rentré en France en 1755, il est promu chef d'escadre et sert pendant la guerre de Sept Ans à Toulon. Il est battu et capturé par l’amiral Osborn au combat de Carthagène sur les côtes espagnoles en 1758, ce qui met un terme à sa carrière.

## Biographie

### Origines et jeunesse
Michel-Ange Duquesne de Menneville, est le fils d’Abraham Duquesne-Monnier, chef d'escadre, neveu du grand Abraham Duquesne. Comme son père et son oncle avant lui, le jeune Duquesne fit carrière dans la Marine royale. Il entra – sans grande vocation semble-t-il – aux gardes-marines en janvier 1714. Il fit campagne avec son père en Méditerranée sur le Diamant puis sur le Toulouse à Constantinople en 1716, sur l’Henry sur les côtes d’Afrique du Nord en 1717, le Toulouse au Levant en 1719. Lors de l’épidémie de peste qui ravagea la Provence en 1719-1720, il fit partie des cordons de troupe qui isolaient la région pour tenter d’enrayer le fléau. Sur le Solide à Constantinople en 1724, il fut promu enseigne de vaisseau en mars 1727 et embarqua la même année sur le Tigre à Alger et à Cadix, en 1728 sur le Léopard à Constantinople.
Passé à Rochefort en 1729, il servit sur l’Éléphant qui fit naufrage dans le Saint-Laurent en arrivant à Québec, puis sur le Rubis aux Antilles (1730-1731) et sur le Diamant à Cadix. Aide major à Toulon en juillet 1735, il commanda le brigantin Inconnu au Levant et fit une nouvelle campagne dans ces eaux en 1738 sur la Ferme. Commandant la Sibyle en 1739, il croisa sur les côtes de Corse. Embarqué en 1741 sur le Terrible, il participa au combat du cap Sicié (22 février 1744) au moment où reprenait la guerre entre la France et l’Angleterre. Commandant le Diamant en 1745, il escorta des convois en Méditerranée et fit ensuite campagne à la Martinique. Major à Toulon en janvier 1746, il servit à terre dans ce port jusqu’en mars 1752, date à laquelle il fut nommé gouverneur général du Canada.

### Gouverneur de la Nouvelle-France (1752-1755)

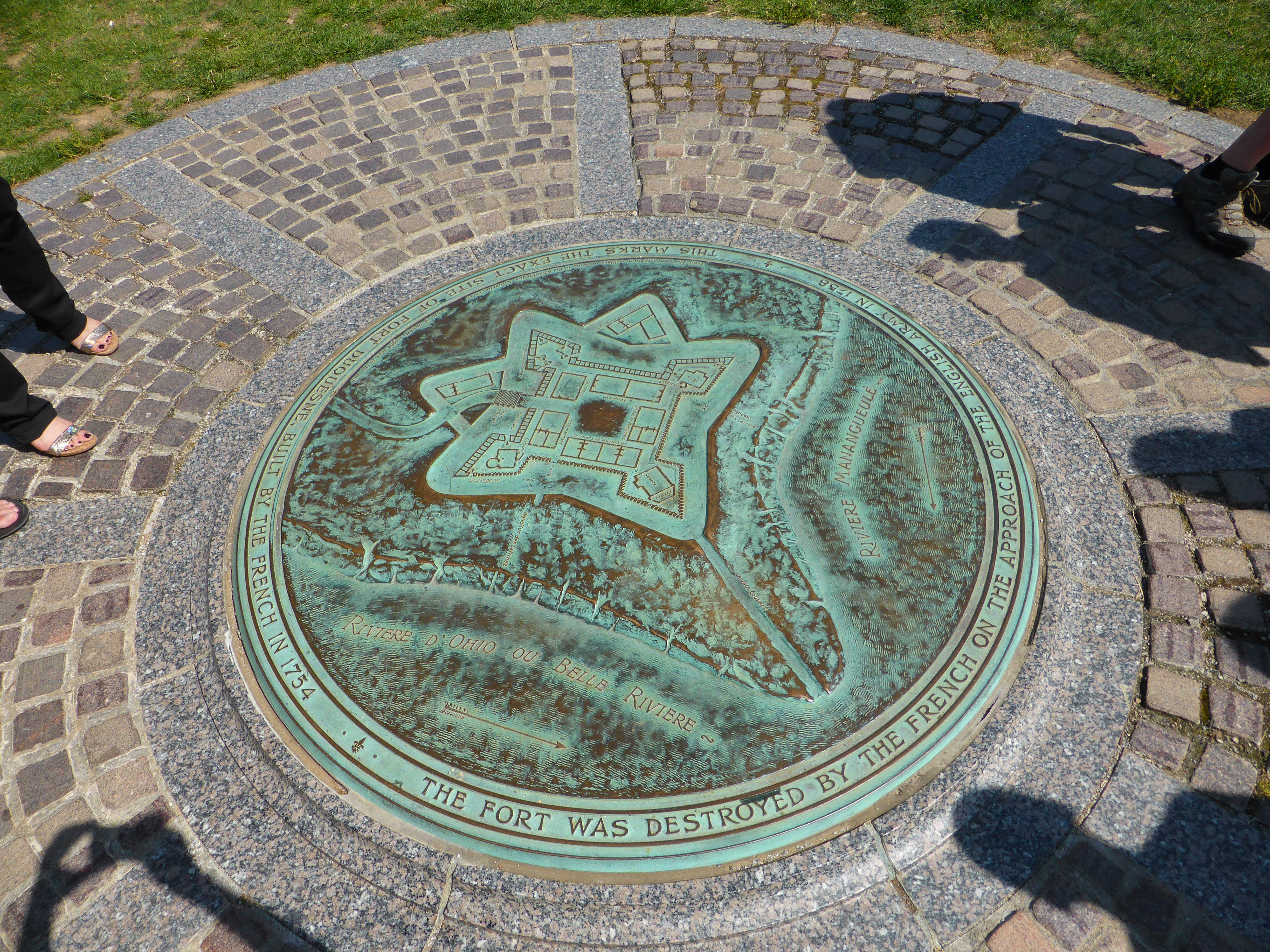
Plaque mentionnant à Pittsburgh la construction de Fort Duquesne par les Français en 1754.

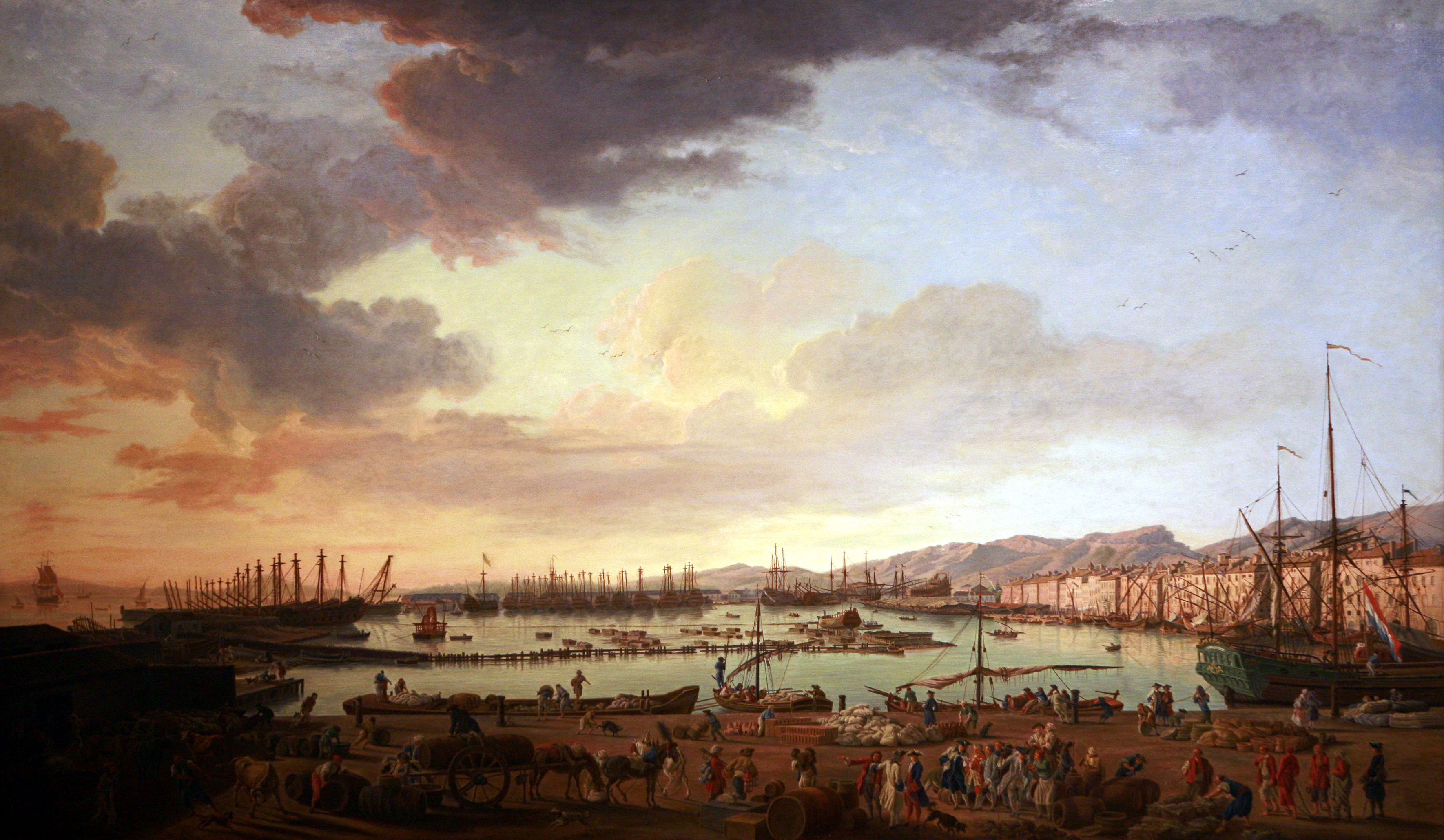
Le port de Toulon à l’époque ou Duquesne de Menneville y exerce son commandement.

Arrivé à Québec, Duquesne de Menneville reprit la politique proposée en 1748 par La Galissonière pour s’opposer à la poussée des colons anglais dans l’Ohio. Pour ce faire, il décida d’établir des forts dans la région. La campagne de 1753 ne donna rien, mais en 1754 fut construit Fort Le Bœuf, sur un affluent de l’Allegheny, Fort de la Presqu'île, sur la rive sud du lac Erié et Fort Venango sur la rivière Alleghany. Cet activisme provoqua des incidents dans les colonies anglaises et une guerre d’escarmouche commença.
Le gouverneur de la Virginie envoya une colonne de miliciens pour sommer les Français de quitter les lieux mais en vain. Il décida alors de faire bâtir un fort au confluent de l’Ohio et de la Monongahela mais les forces envoyées par Duquesne de Menneville l’en chassèrent et installèrent à sa place le Fort Duquesne (aujourd’hui Pittsburgh). Un premier affrontement se solda par la mort d’un officier français et de plusieurs de ses hommes venus parlementer avec une colonne anglaise. Un deuxième affrontement vit la chute d’un fortin anglais où s’était réfugiée la colonne anglaise poursuivie par le frère de l’officier abattu (et la capture de son chef, le jeune George Washington).
En octobre 1754, Duquesne de Menneville s’assura lors d’un conseil l’appui des Iroquois. Sa stratégie était victorieuse, les Français étaient maitres de l’Ohio. En juillet 1755, une armée Anglo-américaine qui marchait sur Fort Duquesne fut écrasée à la bataille de la Monongahela, mais Louis XV, qui trouvait que la politique de son gouverneur était trop belliciste, le rappela en France en septembre 1755 en lui accordant une promotion de chef d’escadre. Il était de retour en France en novembre 1755. Duquesne de Menneville fut remplacé par Pierre de Rigaud de Vaudreuil.

### Guerre de Sept Ans

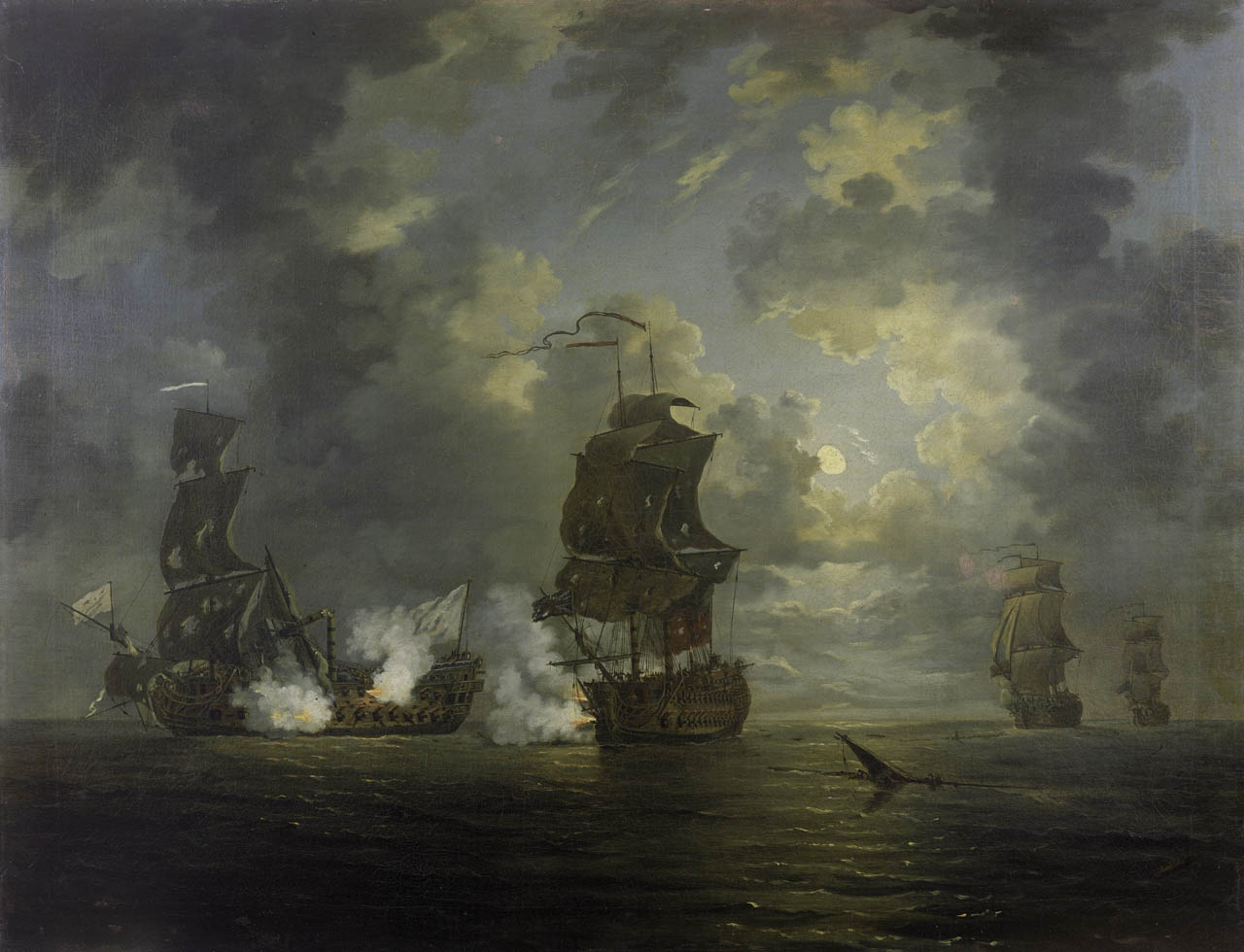
La capture du vaisseau de Duquesne, le Foudroyant par le HMS Monmouth, le 28 février 1758.

Alors qu’une nouvelle guerre s’engageait entre la France et l’Angleterre, Duquesne de Menneville se retrouva en poste à Toulon. Il ne fut pas engagé dans les combats de 1756 lors de l’attaque de Minorque mais en qualité de chef d’escadre il reçut le commandement par intérim de l’escadre de Méditerranée en 1757 lorsque son chef, La Clue Sabran prit la mer avec une petite force pour passer dans l’Atlantique afin de gagner les Antilles. L’escadre de Toulon étant désorganisée par le manque de moyen et les désertions, Duquesne de Menneville ne prit la mer qu’en février 1758 à la tête de deux vaisseaux et d’une frégate. Sa mission était de rejoindre son chef qui s’était replié à Carthagène, en Espagne car l’escadre anglaise de Gibraltar, très puissante, lui barrait la route.
Arrivé le 27 février dans les eaux espagnoles, il fut repéré par les Anglais alors que les navires français enfermés dans Carthagène ne pouvait le rejoindre à cause de vents contraires. Son vaisseau, le Foudroyant de 80 canons, fut pris en chasse par trois vaisseaux anglais détachés de la flotte d’Henry Osborn. Dans la nuit du 27 au 28 février, après un long combat, Duquesne de Menneville fut contraint de baisser pavillon. La défaite était humiliante car il avait dû se rendre à un vaisseau de 64 canons moins puissant que le sien et une partie de son équipage s’était mutiné en plein combat. Le Foudroyant, par ailleurs, était le vaisseau amiral de l’escadre de Toulon lors du combat victorieux des Français à Minorque en 1756 et Duquesne de Menneville avait été un adversaire redoutable au Canada de 1752 à 1755. Cette double capture offrait l’occasion d’une double revanche pour les Anglais.
La carrière de Duquesne de Menneville ne se remit pas de cette défaite. Mal considéré de Choiseul (le principal ministre de Louis XV), il ne servit plus à la mer, quitta définitivement le service avec une commission de lieutenant général en avril 1776 et mourut à Antony (aujourd'hui dans les Hauts-de-Seine) le 17 septembre 1778 à 76 ans.

## Hommage et postérité
Au Québec, le canton Duquesne et l’université de Duquesne furent nommées en son honneur.
« Il était d'une taille au-dessus de la moyenne, bien fait, et il avait de l'esprit ; il était fier et hautain et ne souffrait pas qu'on manquât impunément à ses ordres... comme il avait peu de biens, il chercha à s'en procurer, mais ce ne fut jamais par des voies criantes ; son mérite ne fut pas connu... »
La ville de Duquesne (aujourd'hui Kaous près de Jijel) en Algérie porta son nom de la fin du XIXe siècle à l’indépendance en 1962.